# 6955 Ekaterina
6955 Ekaterina (1987 SP15) là một tiểu hành tinh vành đai chính được phát hiện ngày 25 tháng 9 năm 1987 bởi Zhuravleva, L. V. ở Nauchnyj.